# Comuna Vastse-Kuuste
Vastse-Kuuste este o comună (vald) din Comitatul Põlva, Estonia. Comuna cuprinde 1 târgușor (nucleu de tip urban) și 16 sate. Reședința comunei este târgușorul Vastse-Kuuste.